# Baldur's Gate III
Baldur's Gate III est un jeu vidéo de rôle développé par Larian Studios, dévoilé en 2019 et sorti le 3 août 2023. Comme ses prédécesseurs Baldur's Gate (1998) et Baldur's Gate II: Shadows of Amn (2000), il se déroule dans l'univers de fiction médiéval-fantastique des Royaumes oubliés, un décor de campagne du jeu de rôle Donjons et Dragons. L'action est cependant affichée dans un univers en trois dimensions avec une caméra lointaine.
Baldur's Gate III reçoit un accueil extrêmement favorable de la presse et du public. La moyenne de sa notation en fait le jeu avec le meilleur accueil critique de l'année 2023, et il bat des records de nombre de joueurs en simultané. Ce succès critique est couronné par le titre de jeu de l'année le 8 décembre 2023 aux Game Awards, date à laquelle il sort sur Xbox Series.

## Trame
L'intrigue du jeu se déroule un siècle après les événements des deux premiers jeux. Elle reprend l'univers des Royaumes Oubliés et met le joueur dans la peau d'un avatar capturé par des Illithids (Flagelleurs mentaux), créatures maléfiques qui lui insèrent de force un parasite mental dont le personnage devra tenter de se libérer. En cours de route, l'avatar rencontre des compagnons qu'il est possible de recruter et de faire combattre à ses côtés. Chacun de ces compagnons possède sa propre classe et sa propre histoire, le joueur pouvant nouer une relation romantique avec la plupart d'entre eux.
L'histoire débute lorsque le protagoniste se réveille dans un vaisseau illithid après que le vaisseau s'est téléporté en Avernus suite à une attaque de Githyankis, et qu'une larve lui ait été implantée dans le cerveau. Se frayant un chemin à travers l'engin, le protagoniste fait la rencontre de Lae'zel, une guerrière Githyanki également contaminée par les flagelleurs mentaux. De plus, les deux personnages croisent en chemin une certaine Ombrecoeur, demi-elfe au service de la déesse Shar et transportant avec elle un étrange artefact. Le petit groupe réussit finalement à retourner à Faerûn en prenant le contrôle du vaisseau. Le vaisseau s'écrase mais le protagoniste est sauvé de sa chute par une force mystérieuse. Une fois remis, il se lance dans une quête visant à extraire sa larve pour ne pas se transformer en Illithid. 
En chemin, il fait notamment la rencontre de multiples individus qui deviendront ses compagnons. Ombrecoeur et Lae'zel, mais également Astarion, un elfe roublard qui s'avérera être un rejeton de vampire, Gayle, un magicien humain au lourd secret, Wyll, un occultiste humain célèbre comme étant "l'Épée des Confins", et Karlach une barbare tieffelin. Au cours de leur voyage, le groupe est fréquemment visité en rêves par une étrange entité qui les protège de leur transformation en Illithid. Le protagoniste est également approché par Raphaël, un diable proposant de guérir le groupe mais en restant assez évasif sur la question. 
Au cours de ses aventures, le protagoniste et son groupe feront face à une étrange secte du nom de "Culte de l'Absolue" qui prend de l'ampleur la région, tout en considérant le protagoniste et ses compagnons comme des élus de leur culte. En effet, toutes les personnes infectées par des larves illithids semblent ainsi avoir rejoint la cause du culte, à l'exception du protagoniste et de ses compagnons. Le joueur peut choisir de s'opposer au Culte de l'Absolue ou de se rallier à sa cause, permettant ainsi de recruter le druide elfe Halsin, ou la paladin drow Minthara. Par la suite, le protagoniste découvrira que s'il échappe à la transformation en flagelleur mental et à la domination du culte, c'est grâce à l'artefact transporté par Ombrecoeur, le Prisme Astral, dans lequel réside également la mystérieuse entité qui visite le groupe en rêve et leur parle fréquemment par télépathie.
Dans tous les cas, la piste amène le groupe à atteindre la région des Tours de Hautelune, maudite par une terrible malédiction des ombres. En chemin, le protagoniste atteint une auberge où se sont réfugiés un groupe de Ménestrels commandé par Jaheira, l'une des protagonistes des précédents opus. Jaheira explique alors au protagoniste que la région a été maudite par le général Ketheric Thorm, un elfe devenu invulnérable et qui semble diriger le Culte de l'Absolue. De même, l'auberge dans laquelle ils se trouvent échappe à la malédiction grâce à l'intervention d'Isobel, une clerc de Sélunée. Le protagoniste peut accepter d'aider Jaheira à affronter Thorm. Plus tard, le groupe profite de la confusion apportée par leur contamination pour s'infiltrer dans les Tours de Hautelune. Ils y découvrent ainsi que Thorm tient son immortalité d'un mystérieux artefact caché dans un temple de Shar. Une fois dans le temple, le protagoniste découvre que l'objet en question est en réalité une Aasimar du nom de Aylin et qui apporte, contre son gré, l'immortalité à Thorm. Le protagoniste peut alors choisir de tuer Aylin, ou de la libérer, ce qui amènera à la perte de l'immortalité de Thorm. Par la suite, il lance un assaut sur Hautelune pour finalement affronter Thorm. Pendant le combat, le groupe découvre que Thorm utilise le savoir et les connaissances des Illithids pour convertir de nouveaux adeptes. Une fois arrivés dans les profondeurs des Tours, ils y découvrent que Thorm n'agit pas seul et qu'il collabore avec deux autres individus, Enver Gortash et Orin. En effet, le protagoniste découvre alors que ces trois individus contrôlent un Cerveau Vénérable, une créature qui dirige les Illithids, à l'aide des Trois Pierres Infernales et de la Couronne de Karsus. Finalement, et alors que Gortash et Orin quittent les lieux, le protagoniste doit affronter Thorm dans un combat dantesque. Une fois Thorm vaincu, la mystérieuse entité se présente à nouveau devant le protagoniste et lui révèle que ces trois mystérieux individus sont en réalité les élus des Trois Dieux Morts, Bhaal, Baine et Myrkul. Ces dieux agissent ainsi pour gagner en puissance et dominer Faerûn à l'aide du Cerveau Vénérable. L'aventure peut se terminer à ce moment par la mort de tous les personnages et antagonistes en concluant la quête personnelle de Gayle, sauf si le protagoniste décide d'attaquer Thorm. Il récupère alors sa pierre et part donc en direction de la Porte de Baldur, afin de récupérer les pierres de Orin et Gortash dans le but de vaincre ou dominer le Cerveau Vénérable. Si elle est toujours en vie Jaheira s'ajoute à ce groupe de compagnons dans cette aventure.
En chemin vers la Porte de Baldur, le protagoniste est attaqué par un mystérieux groupe de Githyankis et doit alors se réfugier à l'intérieur du Prisme Astral pour échapper à la domination du Cerveau Vénérable. Dans le Prisme, le protagoniste découvre à sa grande surprise que la mystérieuse entité est en réalité un Flagelleur mental surnommé l'Empereur. En effet, l'Empereur lui révèle alors qu'ils sont tous les deux indépendants de la domination du Cerveau grâce aux pouvoirs d'Orpheys, un prince githyanki retenu prisonnier dans le Prisme Astral, et dont les pouvoirs permettent d'échapper à l'asservissement des Illithids. Une fois arrivé à la Porte de Baldur, le protagoniste est de nouveau approché par Raphaël qui lui propose de lui donner le Marteau Orphique, une arme capable de libérer Orpheys afin de vaincre le Cerveau, en échange de la couronne de Karsus. De plus, le groupe est approché par Orin et Gortash qui proposent chacun de s'allier avec les protagonistes pour éliminer l'autre. Au cours de l'aventure, le protagoniste peut terminer la quête personnelle de chacun de ses compagnons ainsi que de concrétiser sa romance. Par la suite, et une fois Orin et Gortash éliminés et leurs pierres récupérées, le protagoniste peut entrer dans la demeure de Raphaël afin de lui voler le Marteau Orphique. L'affrontement final commence finalement quand le protagoniste atteint le Cerveau Vénérable afin d'utiliser les Pierres pour le dominer. Cependant, la tentative échoue lorsque le Cerveau lui révèle qu'il a tout manigancé depuis le début en trompant les Trois Dieux Morts, leurs élus et le groupe de héros afin de redevenir indépendant et faire renaître l'ancien empire illithid. Au même moment, le protagoniste est sauvé in extremis par l'intervention de l'Empereur. L'Empereur explique alors aux aventuriers que le Cerveau a évolué pour devenir un Cerveau Infernal et que seul la puissance d'un Illithid peut le vaincre. Le protagoniste peut alors choisir de se rallier à l'Empereur pour vaincre le Cerveau ou libérer Orpheys, ce qui amènera l'Empereur à rejoindre le Cerveau Infernal. Dans tous les cas, l'Empereur ou Orpheys expliquent que quelqu'un doit se sacrifier en se transformant en Illithid pour vaincre le Cerveau. Le protagoniste peut alors choisir de se sacrifier, laisser Karlach faire ce choix, ou laisser Orpheys ou l'Empereur se transformer. Se frayant un chemin à travers la ville à feu et à sang, les aventuriers, avec l'aide des alliés rencontrés au cours de l'histoire, finissent par atteindre le Cerveau Vénérable et la Couronne de Karsus. Devant la Couronne, le Protagoniste peut choisir de dominer le Cerveau, devenant ainsi le nouveau maître de l'Absolue en trahissant ses amis. Dans l'autre fin principale, il peut choisir de détruire la Couronne, vainquant définitivement le Cerveau Infernal. Il peut aussi le faire exploser, concluant la quête personnelle de Gayle. Pour l'épilogue, il varie très grandement en fonction de comment le protagoniste a terminé les quêtes personnelles de ses compagnons.

### Personnages principaux
- Tav : Personnage principal du jeu, le joueur peut déterminer sa race, sa classe et son genre.
- Sombre Pulsion : Le joueur peut également choisir de jouer ce personnage personnalisable, dont l'apparence de base est celle d'un ensorceleur drakéide. Sombre Pulsion est un individu amnésique souffrant de terribles pulsions meurtrières, parfois incontrôlables. Sa quête personnelle consiste ainsi à découvrir ses véritables origines et à embrasser ou renier sa nature violente.
- Lae'zel (VO : Devora Wilde) : Lae'zel est une guerrière githyanki ambitionnant de s'attirer les faveurs de sa reine et déesse, Vlaakith. D'un caractère brutal et agressif, elle laisse plus tard la place à une personnalité plus calme et ouverte. Sa quête personnelle consiste à déterminer son allégeance à Vlaakith ou au prince Orpheys.
- Ombrecoeur (VO : Jennifer English) : Ombrecoeur est une demi-elfe et clerc servant la déesse des ténèbres, Shar. Jeune femme assez discrète et introvertie, sa quête personnelle l'amènera à découvrir son mystérieux passé, ainsi qu'à confirmer ou renier sa foi envers Shar.
- Astarion (VO : Neil Newbon) : Vampire de classe roublard, Astarion possède un tempérament sarcastique et hédoniste. Voulant se venger de son ancien maître et tortionnaire, la quête d'Astarion déterminera son attrait du pouvoir ou le développement de son empathie envers les plus faibles.
- Gayle (VO : Tim Downie) : Gayle est un puissant magicien originaire de la cité d'Eauprofonde. Gayle est un homme avec une haute opinion de lui-même mais en restant profondément bienveillant. Durant le jeu, il cherchera à se faire pardonner de Mystra, la déesse de la magie et également son ancienne amante, ainsi que de choisir entre le suicide, la vie de mortel ou la divinité.
- Wyll (VO : Theo Solomon) : Wyll est un occultiste humain. Fils du duc Gardecorbeau, Wyll est l'archétype du héros protégeant les faibles. Liée à un pacte avec la demi-diablesse Mizora, la quête de Wyll visera à le libérer ou non de son pacte, ainsi que de renouer avec son passé.
- Karlach (VO : Samantha Béart) : Karlach est une barbare tieffelin. Femme très ouverte et amicale, elle fut autrefois vendue par Enver Gortash à l'archidiablesse Zariel. Réussissant à s'échapper des Enfers, Karlach devra trouver un moyen de se libérer de son coeur artificiel qui menace de la tuer.
- Halsin (VO : Dave Jones) : Halsin est un elfe et le chef des druides du Bosquet d'Emeraude. Profondément attaché à la nature, il peut rejoindre le groupe d'aventuriers si le joueur décide d'aider les druides et les réfugiés tieffelins à combattre le Culte de l'Absolue. Son objectif est de vaincre la malédiction qui sévit dans les environs de Hautelune.
- Minthara (VO : Emma Gregory) : Minthara est une paladin drow qui sert fidèlement l'Absolue. Si le joueur ne la tue pas lorsqu'elle attaque les druides et les tieffelins, elle pourra plus tard rejoindre les compagnons du protagoniste pour se venger de Thorm et d'Orin.
- Jaheira (VO : Tracy Wiles) : Jaheira est l'une des protagonistes des précédents opus, ainsi que la chef de l'organisation des Ménestrels. Demi-elfe directe et suspicieuse, elle cherchera à sauver son ami Minsc des griffes du Culte de l'Absolue.
- Minsc (VO : Matthew Mercer) : Minsc est un rôdeur et l'un des protagonistes des précédents opus. Homme assez stupide aux premiers abords, il n'en est pas moins fidèle et loyal envers ses compagnons.
- L'Empereur (VO : Scott Joseph) : L'Empereur est un Illithid indépendant de la domination du Cerveau Vénérable. Ayant souvent recours à la ruse et au mensonge, il sauve néanmoins les protagonistes en leur faisant échapper à la domination du Cerveau Vénérable.
- Ketheric Thorm (VO : J. K. Simmons) : Ketheric Thorm est l'un des trois leaders du Culte de l'Absolue. Après la mort de sa fille Isobel, il devint l'élu du dieu Myrkul afin de ressusciter cette dernière.
- Enver Gortash (VO : Jason Isaacs) : Gortash est l'un des chefs du Culte de l'Absolue, ainsi que l'élu du dieu Baine. Plus conciliant que ses associés, Gortash prend le contrôle direct de la Porte de Baldur au cours de l'histoire.
- Orin la Rouge (VO : Maggie Robertson) : Rejeton de dieu Bhaal, elle est son élue et possède une personnalité profondément sadique et instable.
- Raphaël (VO : Andrew Wincott) : Raphaël est un puissant diable. Aspirant à dominer les Enfers, il possède un égo surdimensionné. Tout au long de l'histoire, il fait miroiter au protagoniste un moyen de le guérir de son infection, tout cela dans son propre intérêt personnel.

## Système de jeu

### Généralités
Contrairement à ses prédécesseurs, qui utilisaient le système d'Advanced Dungeons and Dragons 2 (AD&D2), Baldur's Gate III utilise la 5e édition, la dernière en date. Le jeu adapte donc son système de combat au tour par tour, différant ainsi du reste de la série qui utilisait un système de combats en temps réel avec pause. Il reprend aussi le système d'avantages et désavantages aux jets de dés, mais aussi la magie vancienne (qui requiert que les utilisateurs de magie se reposent avant de pouvoir regagner leurs emplacements de sorts) et les différentes classes et races, incluant non seulement les classiques elfes, nains et humains mais aussi les plus originaux githyanki et tieffelins. Le jeu simule également les jets de dés, spécifiques au jeu de rôle sur table, lors de tests d'aptitude ou de compétences, permettant une part d'aléatoire supplémentaire dans les décisions du joueur.
Les développeurs ne conservent néanmoins pas toutes les règles de la 5e édition de Donjons et Dragons, adaptant notamment le système d'initiative, et ne conservant pas tous les sorts disponibles ; le système de jeu reprend également l'idée d'interactivité avec l'environnement inaugurée dans Divinity: Original Sin, où chaque objet et sort peut être combiné avec l'environnement pour créer de nouveaux effets. Ainsi, utiliser un sort de graisse peut créer un terrain glissant, inflammable à l'aide de feu, et sur lequel on peut faire glisser des ennemis d'un endroit à un autre.

### Création de personnage
Le jeu commence par la création de personnage, qui inclut autant des choix d'apparence physique que le choix d'une classe, d'une race et d'un passé. Il est également possible de choisir parmi des personnages prédéfinis par les développeurs, sur le modèle de leur précédent jeu, Divinity: Original Sin II. Ces personnages ont alors leurs propres histoires et motivations.

### Graphismes
Contrairement aux opus précédents, en perspective isométrique et basés sur le moteur Infinity Engine, Baldur's Gate III est un jeu en 3D, avec une caméra déplaçable à l'envie et des cartes jouant sur la verticalité. Les dialogues sont quant à eux entièrement doublés en anglais et animés par des cinématiques.

## Développement

### Origines
Un premier projet destiné à devenir le troisième opus de la série a initialement été entrepris peu de temps après la sortie de Baldur's Gate II: Throne of Bhaal, autour de la fin de l'année 2000 ou du début de l'année 2001, toujours sous la houlette de Black Isle et Interplay. Le projet, intitulé Baldur's Gate III: The Black Hound, devait notamment passer à un moteur 3D et à la 3e édition de Donjons et Dragons, les précédents opus ayant jusque-là utilisé la 2e version. D'après l'un de ses développeurs, Chris Avellone, The Black Hound ne reprenait aucun des personnages de l'original et se centrait sur un antagoniste prépondérant. Le projet est néanmoins annulé après un an et demi de développement. Un second projet destiné à porter le nom Baldur's Gate III est envisagé en 2008 par le studio Obsidian, qui envisage un partenariat avec Atari et un jeu de rôle en vue à la troisième personne intégrant une gestion d'équipe de compagnons. Ce projet est également annulé après le rachat d'Atari Europe par Namco Bandai. Durant les années qui suivent, un hypothétique Baldur's Gate III n'est guère plus que l'objet de rumeurs démenties, et de projets ambitieux jamais concrétisés pour plusieurs studios de développement : Beamdog, responsable des Enhanced Edition des deux premiers opus, déclare ainsi en 2012 que développer Baldur's Gate III serait leur « objectif sur le long terme », tandis qu'InXile et Obsidian Entertainment cherchent aussi à obtenir les droits sur la licence.

### Développement par Larian Studios

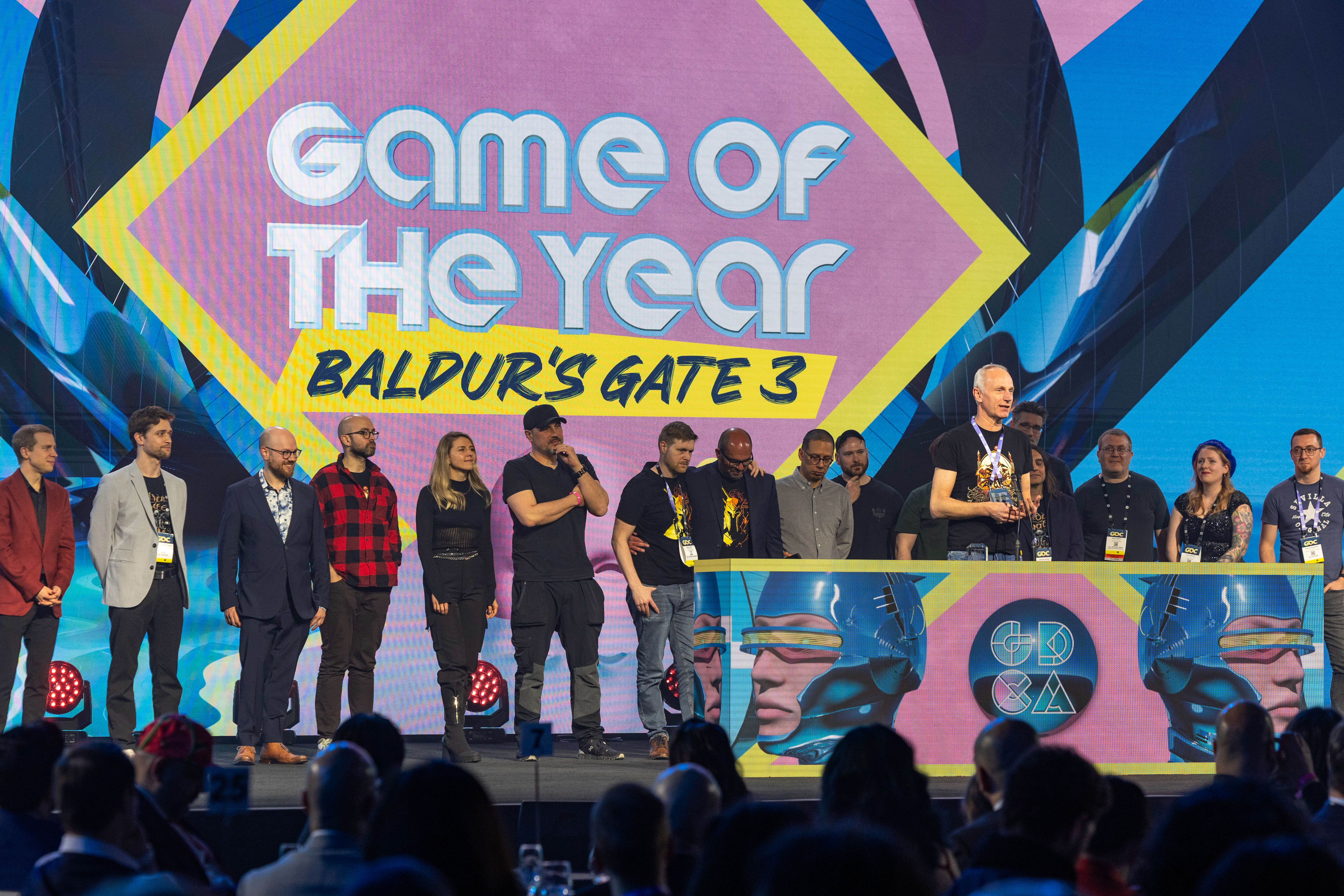
Une partie de l'équipe de développement du jeu recevant le Game Developers Choice Award du jeu de l'année en mars 2024.

Les rumeurs ressurgissent à l'occasion d'un tweet de Brian Fargo, patron du studio de développement InXile et ancien directeur d'Interplay, qui déclare en octobre 2018 : « il se trouve que je sais qui travaille sur BG 3 ». Le développement du jeu est confirmé le 6 juin 2019 lors d'une conférence dédiée à Stadia et à son futur catalogue de jeux. Des rumeurs envisageaient quelques jours avant le développement du jeu par Larian, après la publication sur un réseau social par ce dernier d'une image ressemblant à un logo de la franchise. Le jeu est rendu disponible en accès anticipé le 6 octobre 2020. Les fonds perçus par la vente de cette version d'accès anticipé permettent de financer le développement continu du jeu, jusqu'à sa sortie définitive en août 2023. Le développement est notamment ralenti par les déclenchements de la pandémie de Covid-19 et de la guerre russo-ukrainienne.
Tout au long du développement du jeu, Larian Studios permet aux joueurs de tester de nouveaux contenus grâce aux patchs.
Pratique héritée des plateaux de cinéma ou de télévision, le tournage en capture de mouvement fait notamment appel à des coordinateurs d'intimité pour guider la direction d'acteurs lors des scènes érotiques.
Le jeu devait également sortir sur Google Stadia avant la fermeture de la plateforme.

## Accueil

### Réception critique et commerciale
Baldur's Gate III reçoit un accueil extrêmement favorable de la presse, recueillant la note de 96/100 sur l'agrégateur Metacritic. Cette note moyenne le hisse au sommet des jeux sortis durant l'année 2023, en détrônant le jeu The Legend of Zelda: Tears of the Kingdom ; il devient également le jeu pour ordinateur le mieux noté de tous les temps sur Metacritic, en surpassant Disco Elysium (2019). Sa durée de vie, sa narration et la multiplicité des orientations disponibles dans les différentes quêtes du jeu sont parmi les points forts mis en avant. Lors de sa sortie au mois d'août 2023, il bat des records de nombre de joueurs connectés en simultané sur la boutique dématérialisée Steam, en atteignant jusqu'à 875 000 joueurs.
Hasbro, la compagnie détentrice de la marque Donjons et Dragons, estime que le prêt de la marque au studio Larian et le succès commercial du jeu lui ont rapporté 90 millions de dollars.

### Nouveau mètre-étalon des jeux de rôle
Baldur's Gate III apparaît comme le nouveau mètre-étalon du genre du jeu de rôle. D'après le journaliste Jason Schreier, son succès est notamment du à l'expérience des développeurs, qui conçoivent ce genre de jeu depuis une décennie, à la force de la marque Donjons et Dragons, mais aussi et surtout au fait que le studio Larian n'est pas coté en Bourse, ce qui ne l'oblige pas à suivre les demandes du marché.
Du fait de cette situation très particulièrement propice et difficile à répliquer pour des studios concurrents, de nombreux développeurs s'insurgent d'une opinion devenue virale sur les réseaux sociaux et affirmant que les joueurs auraient désormais de plus hautes attentes quant à la qualité des jeux en cours de développement.

### Distinctions
Le jeu est nommé à huit reprises lors des Games Awards 2023, dont pour la récompense de « jeu de l'année ». Le 8 décembre 2023 à l'occasion de la cérémonie des Games Awards 2023, le jeu est récompensé de six prix : jeu de l'année, meilleure performance d'acteur pour l'interprétation de Neil Newbon, meilleur soutien de la communauté (prix qu'il obtient aussi l'année suivante), meilleur jeu de rôle, meilleur jeu multijoueur, et prix du public.
Le jeu remporte 7 prix lors des Golden Joystick Awards 2023 : « Meilleur scénario », « Meilleure direction artistique », « Meilleure communauté de joueurs », « Meilleur jeu PC », « Meilleure performance secondaire » pour Neil Newbon dans le rôle d'Astarion, « Jeu ultime de l'année » et « Meilleur studio de l'année » ,.
Le 15 février 2024, le jeu remporte 5 prix aux 27e DICE Awards : « meilleur jeu », « meilleure histoire », « meilleur jeu de rôle », « meilleur design », « meilleure direction ».
En mars 2024, le jeu reçoit à nouveau plusieurs récompenses lors des GDC Awards, prix décernés par la profession lors de la Game Developers Conference de San Francisco. Il est lauréat dans les catégories du jeu de l'année, du prix du public, du meilleur design, et de la meilleure narration. Le même mois, il remporte le Pégase du meilleur jeu étranger.
En avril 2024, le jeu obtient la consécration dans cinq catégories lors des résultats des British Academy Games Awards : « meilleur jeu », « meilleure musique », « meilleure narration », « meilleur performance dans un second rôle » pour Andrew Wincott en tant que Raphael et prix du public.
Baldur's Gate III devient ainsi le premier jeu à obtenir les 5 principaux « jeu de l'année »: Golden Joystick Awards, Games Awards, DICE Awards, GDC Awards et BAFTA Games Awards.
Baldur's Gate III devient ensuite le deuxième jeu vidéo à recevoir un prix Hugo.